# Park Solomon
Park Solomon (tiếng Hàn Quốc: 박솔로몬; sinh ngày 11 tháng 11 năm 1999), còn được biết với nghệ danh Lomon (tiếng Hàn Quốc: 로몬), là một diễn viên và người mẫu Hàn Quốc. Ra mắt vào năm 2014, anh được biết đến với vai chính trong Nhật Ký Trả Thù (2017), Ngôi Trường Xác Sống (2022), Sự trả thù của người thứ 3 (2022)

## Sinh ra và lớn lên
Lemon sinh ngày 11 tháng 11 năm 1999 tại Uzbekistan, có cha mẹ là người gốc Koryo-saram. Khi còn nhỏ, anh và gia đình sống ở Nga và sau đó chuyển đến Hàn Quốc.
Trong một cuộc phỏng vấn, anh giải thích ý nghĩa tên của mình: "Tôi không có tôn giáo. Tôi nghe nói rằng cha tôi đã xây dựng nó với ý định rằng ông muốn tôi sống khôn ngoan khi đọc Kinh thánh. Tôi đang làm việc chăm chỉ với cái tên đã cho. Tôi sẽ sống một cách khôn ngoan. "

## Sự nghiệp
Lemon xuất hiện lần đầu vào năm 2014 với hai bộ phim truyền hình dài tập Cô dâu thế kỷ và 4 Phù thủy huyền thoại. Sau khi xuất hiện trong một số vai diễn khác trong những năm tiếp theo, anh ấy đã thu hút được sự chú ý ban đầu với vai chính trong Sweet Revenge vào năm 2017.
Năm 2019, Lomon đóng vai chính trong bộ phim truyền hình Trung Quốc Lookism, đã học tiếng Quan Thoại cho vai diễn này.
Anh ấy đã trở lại màn ảnh nhỏ sau hai năm khi đóng vai Lee Su-hyeok trong loạt phim có chủ đề về zombie của Netflix Ngôi Trường Xác Sống trong năm 2022. Sau thành công quốc tế của loạt phim, Lomon đã đạt được lượng theo dõi khổng lồ lên tới 2 triệu người theo dõi trên Instagram trong vòng chưa đầy một tuần.
Cùng năm đó, Park được cho là nam chính trong loạt phim Người trả thù thứ ba của Disney+ với Shin Ye-eun.
Vào ngày 19 tháng 1 năm 2022, Lomon ký hợp đồng độc quyền với Big Smile Entertainment.

## Phim từng tham gia

### Phim
| Năm  | Tựa phim            | Trong vai | Ref.  |
| ---- | ------------------- | --------- | ----- |
| 2015 | The Empty Home      | Yoon Chan | [ 5 ] |
| 2015 | Earth to the Galaxy | Ji-gu     | [ 6 ] |
| 2016 | Horror Stories 3    | PZ3000    | [ 1 ] |

### Loạt phim truyền hình
| Năm  | Tựa phim             | Phân phối bởi | Trong vai             | Ref.  |
| ---- | -------------------- | ------------- | --------------------- | ----- |
| 2014 | Bride of the Century | TV Chosun     | Choi Kang-joo (young) | [ 1 ] |
| 2014 | 4 Legendary Witches  | MBC           | Ma Do-hyun (young)    | [ 1 ] |
| 2015 | The Doctors          | SBS           | Hong Ji-hong (teen)   | [ 7 ] |
| 2016 | Shopping King Louie  | MBC           |                       | [ 8 ] |
| 2017 | The Guardians        | MBC           | Yoon Si-wan           | [ 9 ] |

### Loạt phim trên nền tảng trực tuyến
| Năm  | Tựa phim             | Nền tảng      | Trong vai                     | Ghi chú                    | Ref.   |
| ---- | -------------------- | ------------- | ----------------------------- | -------------------------- | ------ |
| 2017 | Sweet Revenge        | Oksusu        | Shin Ji-hoon                  |                            | [ 10 ] |
| 2019 | Lookism              | Tencent Video | "Handsome" Tuo Wen Shuai/Kris | Loạt phim tiếng Trung Quốc | [ 1 ]  |
| 2022 | All of Us Are Dead   | Netflix       | Lee Soo-hyuk                  |                            | [ 11 ] |
| 2022 | Revenge of Others    | Disney+       | Ji Soo-heon                   |                            |        |
| 2024 | Branding in Seong-su | U+ Mobile TV  | So Eun-ho                     | [ 3 ]                      |        |

## Giải thưởng
| Lễ trao giải     | Năm  | Danh mục                           | Đề cử cho     | Kết quả | Ref.   |
| ---------------- | ---- | ---------------------------------- | ------------- | ------- | ------ |
| MBC Drama Awards | 2017 | Nam/Nữ diễn viên trẻ xuất sắc nhất | The Guardians | Đề cử   | [ 12 ] |

## Trang liên kết
- Park Solomon trên IMDb
- Lomon trên HanCinema